# Stephen Robson
Stephen Robson (ur. 1 kwietnia 1951 w Carlisle) – brytyjski duchowny katolicki, biskup diecezji Dunkeld w latach 2014-2022.

## Życiorys

### Prezbiterat
Święcenia kapłańskie otrzymał 17 marca 1979 z rąk kardynała Gordona Greya i został inkardynowany do archidiecezji Saint Andrews i Edynburga. Po kilkunastoletnim stażu duszpasterskim i nauczycielskim został mianowany wikariuszem biskupim ds. edukacji, a w latach 1998-2006 był rektorem Papieskiego Kolegium Szkockiego w Rzymie. Po powrocie do kraju otrzymał nominację na kanclerza kurii.

### Episkopat
8 maja 2012 papież Benedykt XVI mianował go biskupem pomocniczym archidiecezji Saint Andrews i Edynburga, ze stolicą tytularną Tunnuna. Sakry biskupiej udzielił mu 9 czerwca 2012 kardynał Keith O’Brien. Po sakrze kontynuował pracę jako kanclerz kurii, otrzymał także godność wikariusza generalnego.
11 grudnia 2013 papież Franciszek mianował go biskupem ordynariuszem Dunkeld. Ingres odbył się 9 stycznia 2014.
28 grudnia 2022 papież Franciszek przyjął jego rezygnację z funkcji biskupa diecezjalnego. 